# سید سجاد شهیدیان
سجاد شهیدی (متولد اردیبهشت ۱۳۷۲ در شیراز)  بنیان گذار شرکت ستاره سهیل می باشد .

## فعالیت‌ها
شهیدی فعالیت حرفه ای خود را از سال ۲۰۰۵ میلادی با راه اندازی یک سایت به زبان فارسی آغاز نمود اما پس از فیلتر شدن آن به سمت کار با شرکت‌های خارج از کشور رفت و توانست طی چند سال کار با شرکت‌های مطرح در زمینه تبلیغات و بدست گرفتن مدیریت تبلیغات سایت‌های پربازدید خارجی و نقد کردن درآمدهای ارزی ایرانیان از آن سایت‌ها موفق به کسب ۲٫۵ میلیون دلار درآمد شود. وی سپس صرافی آنلاین پِیمِنت ۲۴ و ستاره سهیل را تأسیس کرد که در چند شهر ایران و در مجموع با چهل کارمند در حال انجام کارهای ارزی برای ایرانیان داخل کشور بود.

## دستگیری
سهیل شهیدی به دلیل ارائهٔ خدمات ارزی به کاربران ایرانی با دور زدن تحریم‌های آمریکا و استفاده از مدارک جعلی و آی پی آدرس امارات متحده عربی (دبی) برای پنهان‌کاری در اسفند سال ۱۳۹۸ پس از سفرش به لندن دستگیر و سپس در تاریخ ۲۹ اردیبهشت ۹۹ به ایالات متحده آمریکا استرداد شد و جرم خود را پذیرفت و به ۲۳ ماه حبس محکوم شد.